# 克里斯蒂安·阿尔伯斯
克里斯蒂安·阿尔伯斯 (Christijan Albersⓘ) (1979年4月16日生于埃因霍温) 是荷兰籍赛车运动员，曾经是一级方程式赛车世爵车队赛车手。
克里斯蒂安是前赛车拉力赛保时捷车队冠军，1979年荷兰国际赛车拉力锦标赛(GT组)冠军安德烈·阿尔伯斯的儿子。他和1992年在斯拉克斯顿(Thruxton)F3赛车车祸意外身亡的马歇尔·阿尔伯斯没有亲属关系。

## 个人资料
克里斯蒂和Liselore Kooijman在2006年11月11日在阿姆斯特丹结婚。 他现在居住在荷兰Laren。